# Solenostomus paradoxus
Solenostomus paradoxus es una especie de pez singnatiforme de la familia Solenostomidae.
Se denomina comúnmente pez pipa fantasma arlequín o pez pipa fantasma adornado. Se asocia a arrecifes de coral y fondos blandos, en aguas tropicales de los océanos Índico y Pacífico.

## Morfología
Tienen la boca en forma de tubo, y la cabeza en horizontal con el cuerpo, que es relativamente corto y comprimido, con 31-35 placas óseas estrelladas. La región de la cabeza, incluido el hocico, representa un tercio del tamaño total Se diferencian de las especies de la familia Syngnathidae por la presencia de aletas ventrales, aletas dorsales secundarias, y por tener todas las aletas grandes y desarrolladas. También por ser las hembras las que incuban los huevos, en el caso de Solenostomus. La aleta caudal es truncada, redondeada o lanceolada.
• Tienen 5 espinas y entre 17-21 radios blandos dorsales, sin espinas anales y entre 17-21 radios blandos anales, y 32-33 vértebras.
• Las hembras tienen una bolsa incubadora entre sus grandes aletas ventrales.
• Las hembras pueden alcanzar 12 cm de longitud total, los machos son un 37% más pequeños.
• Su coloración es variable, pudiendo tener de color base el negro, rojo, rosa, marrón, verde, amarillo o blanco, con un estampado de manchas irregulares, de colores contrastantes con el color base, que recubre la totalidad del animal, del hocico a la aleta caudal.

## Alimentación
Se alimentan principalmente de mysis, aunque también comen pequeñas gambas bénticas.

## Reproducción
Son ovovivíparos. La hembra transporta los huevos en una bolsa incubadora entre sus aletas ventrales, que están modificadas para esta función. La cantidad de huevos por puesta es variable, se ha estimado que la cantidad normal de una puesta es de 350 huevos.

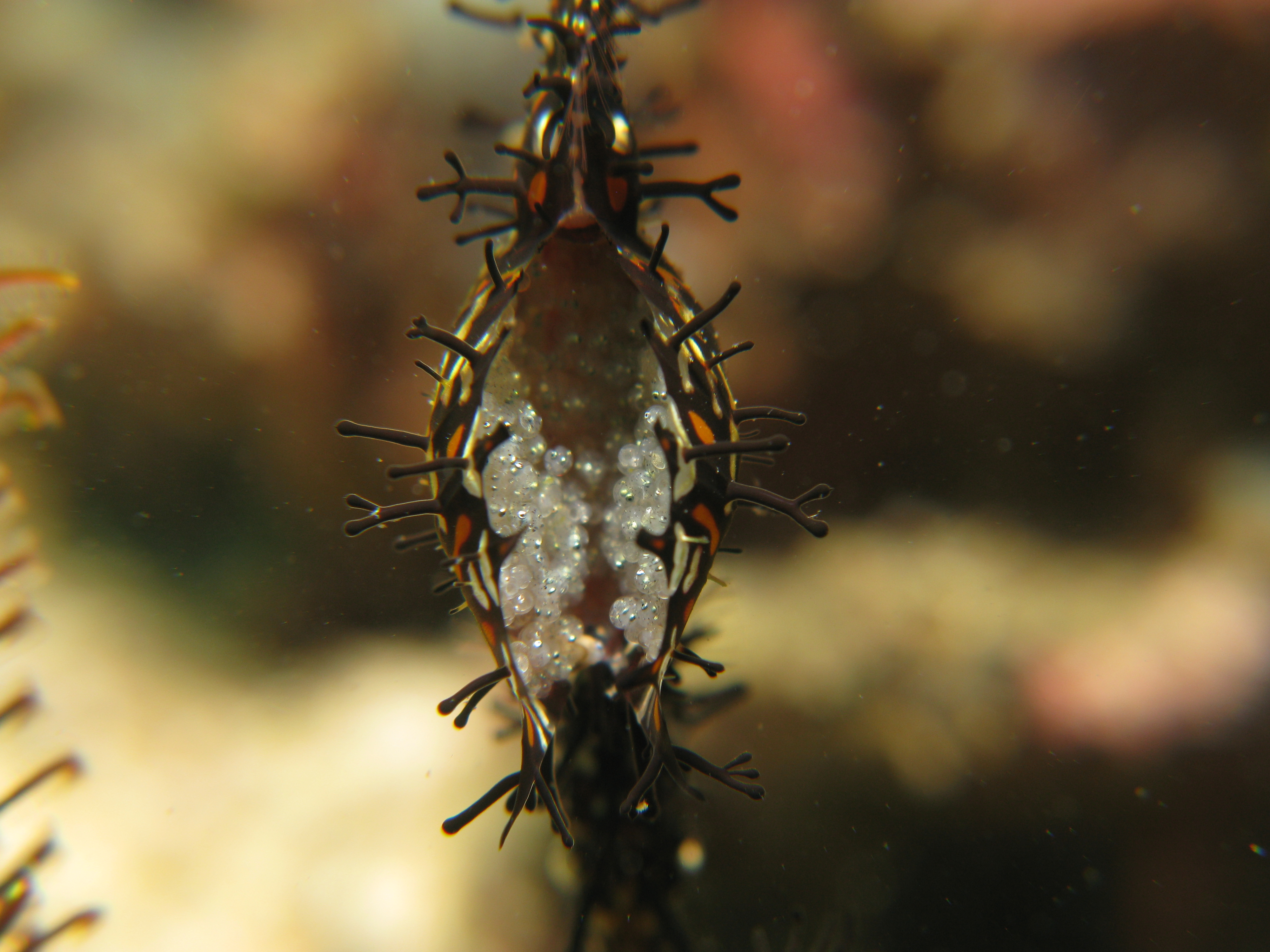
Bolsa incubadora entre las aletas ventrales de la hembra
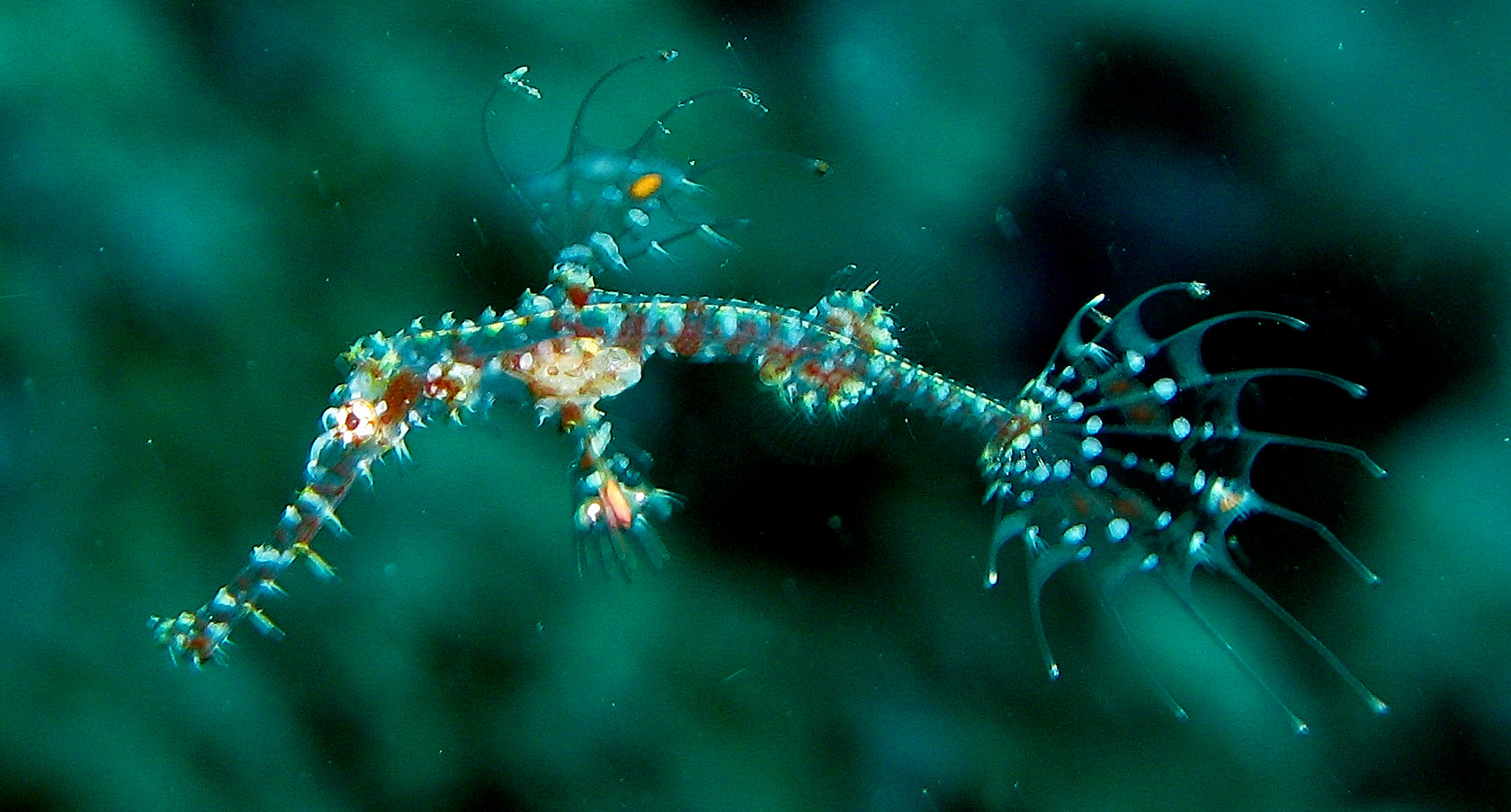
Ejemplar post-pelágico de S. paradoxus

Cuando eclosionan, surgen individuos perfectamente formados, transparentes, de unos 30 mm, que permanecen bastante tiempo en estado pelágico, hasta que casi alcanzan el tamaño adulto, lo que contribuye a su dispersión.

## Hábitat y comportamiento
Son peces de mar, de clima tropical, y asociados a los arrecifes de coral, praderas de algas y fondos blandos. Es una especie béntica. Se les ve, en los extremos de los arrecifes, normalmente inclinados boca abajo, en fondos de escombros y arenosos, en busca de sus presas.
Su rango de profundidad se extiende desde los 4 hasta los 35 metros.
Los adultos suelen ir solos o en parejas, entre ramas de gorgonias, crinoideos, o algas flotantes. Se asientan en áreas con corrientes de los arrecifes.

## Distribución geográfica
Se encuentran desde el Mar Rojo y el África Oriental, hasta el Pacífico, delimitando su rango Tonga al este, el Japón al norte y Australia al sur.
Está presente en Australia, Andaman (India), Chagos, China, Comoros, Filipinas, Fiyi, Indonesia, Japón, Malasia, Maldivas, islas Marshall, Mauritius, Micronesia, Nueva Caledonia, Palaos, Papúa Nueva Guinea, Reunión, islas Salomón, Taiwán, Tanzania, Tonga y Vietnam.

## Galería

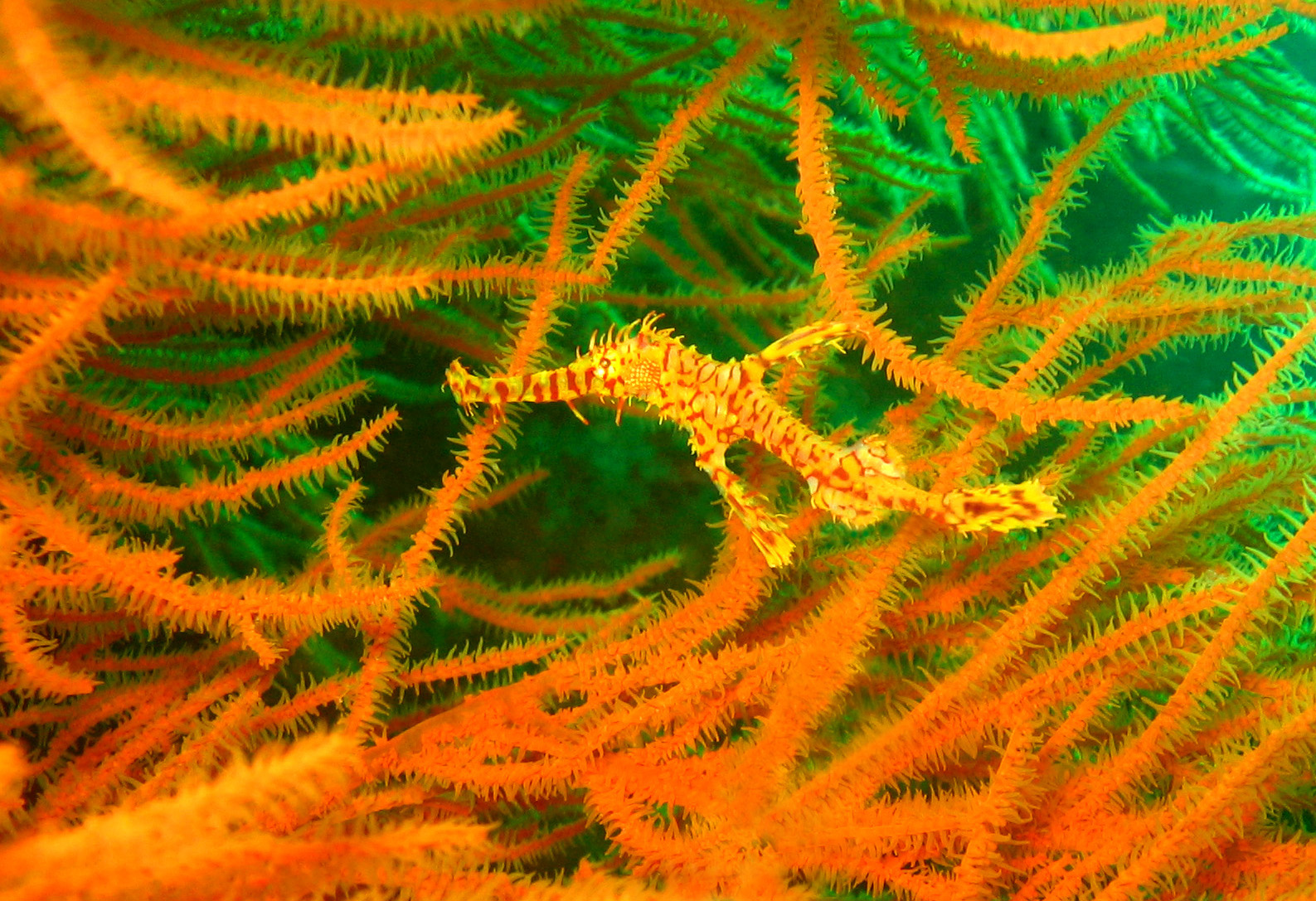
Ejemplar mimetizado con gorgonia en Koh PhiPhi, Tailandia
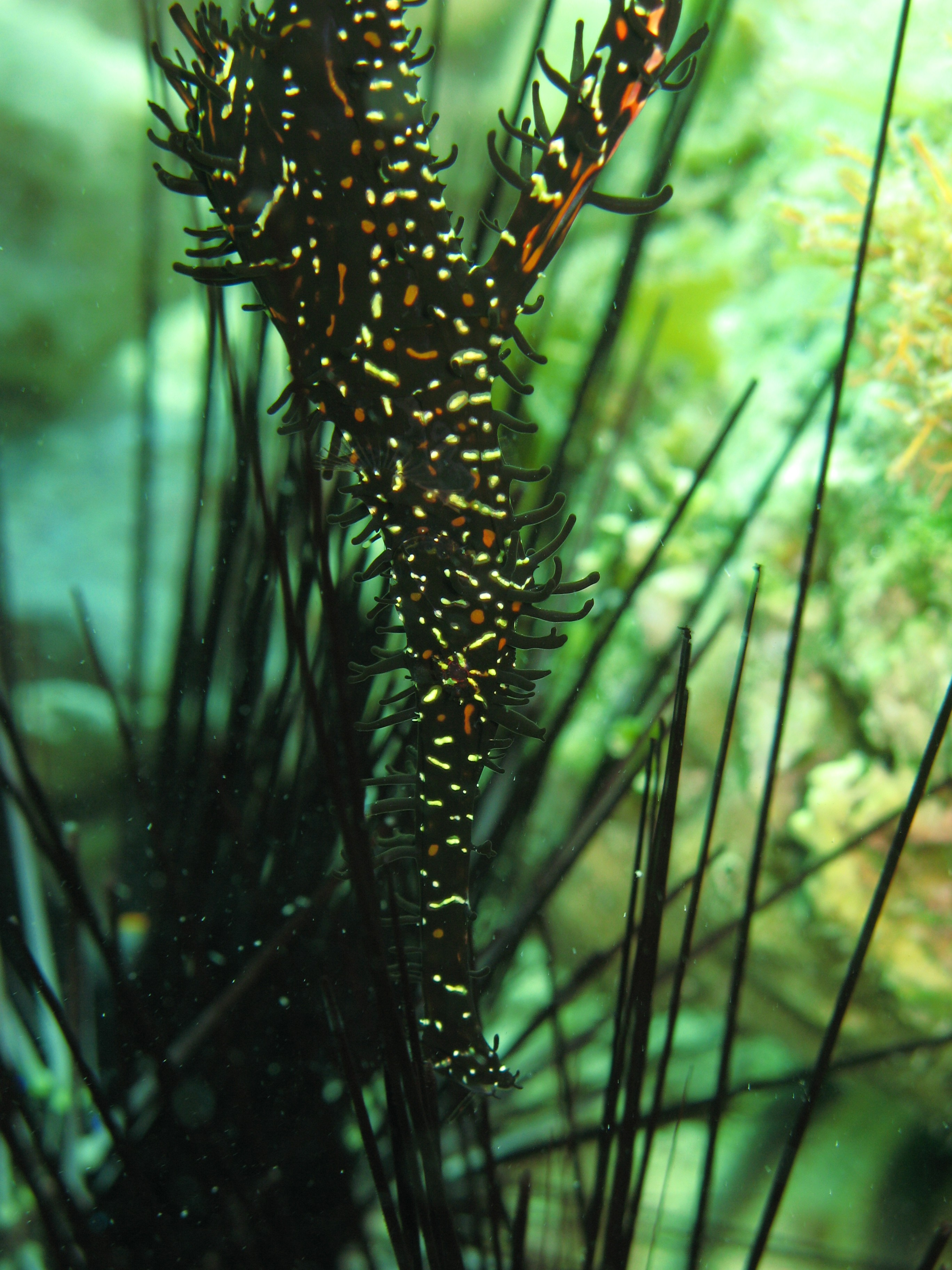
Camuflado entre las púas de erizos, en Mactan, Cebú, Filipinas
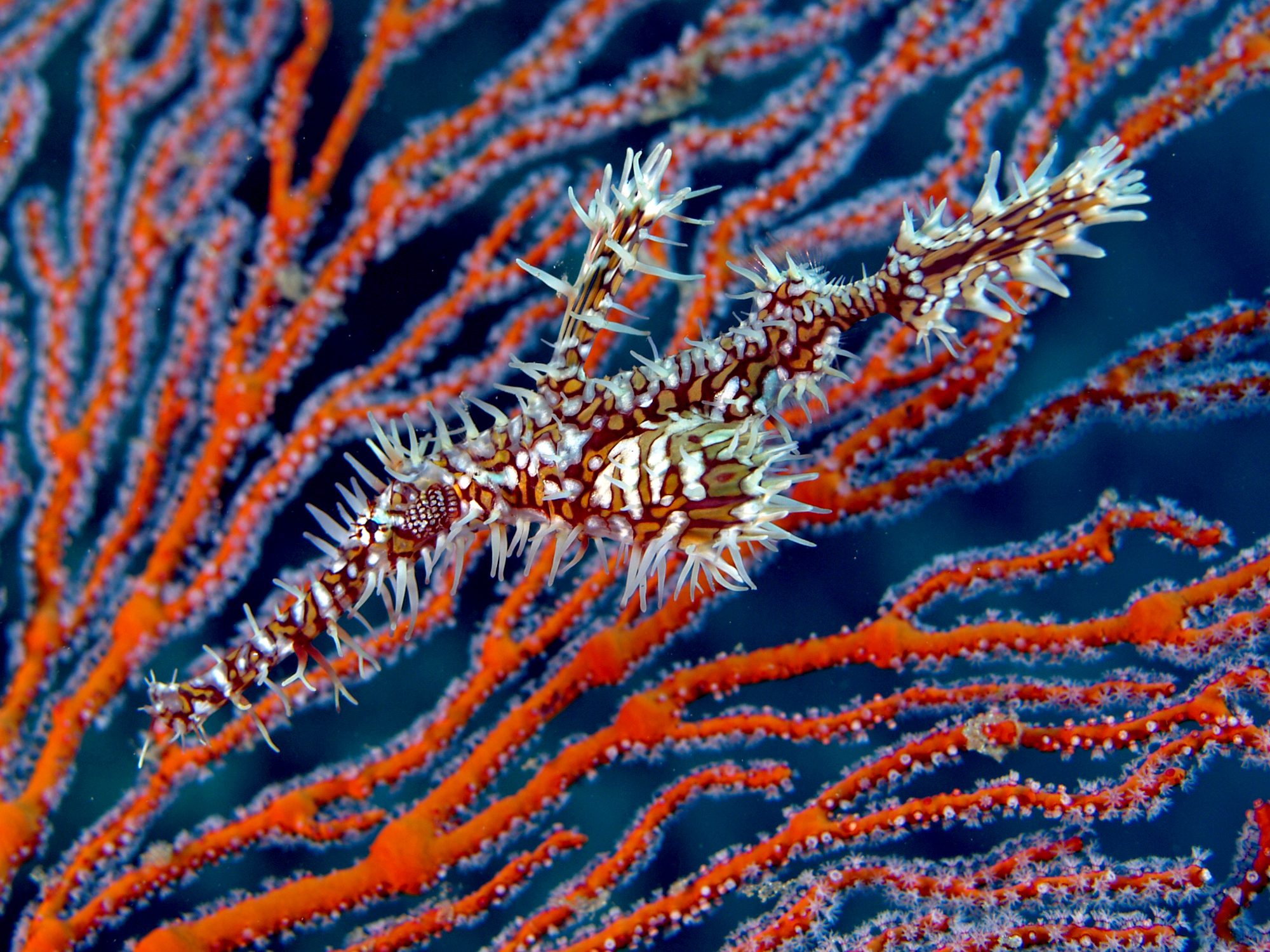
Entre gorgonias en Timor Este
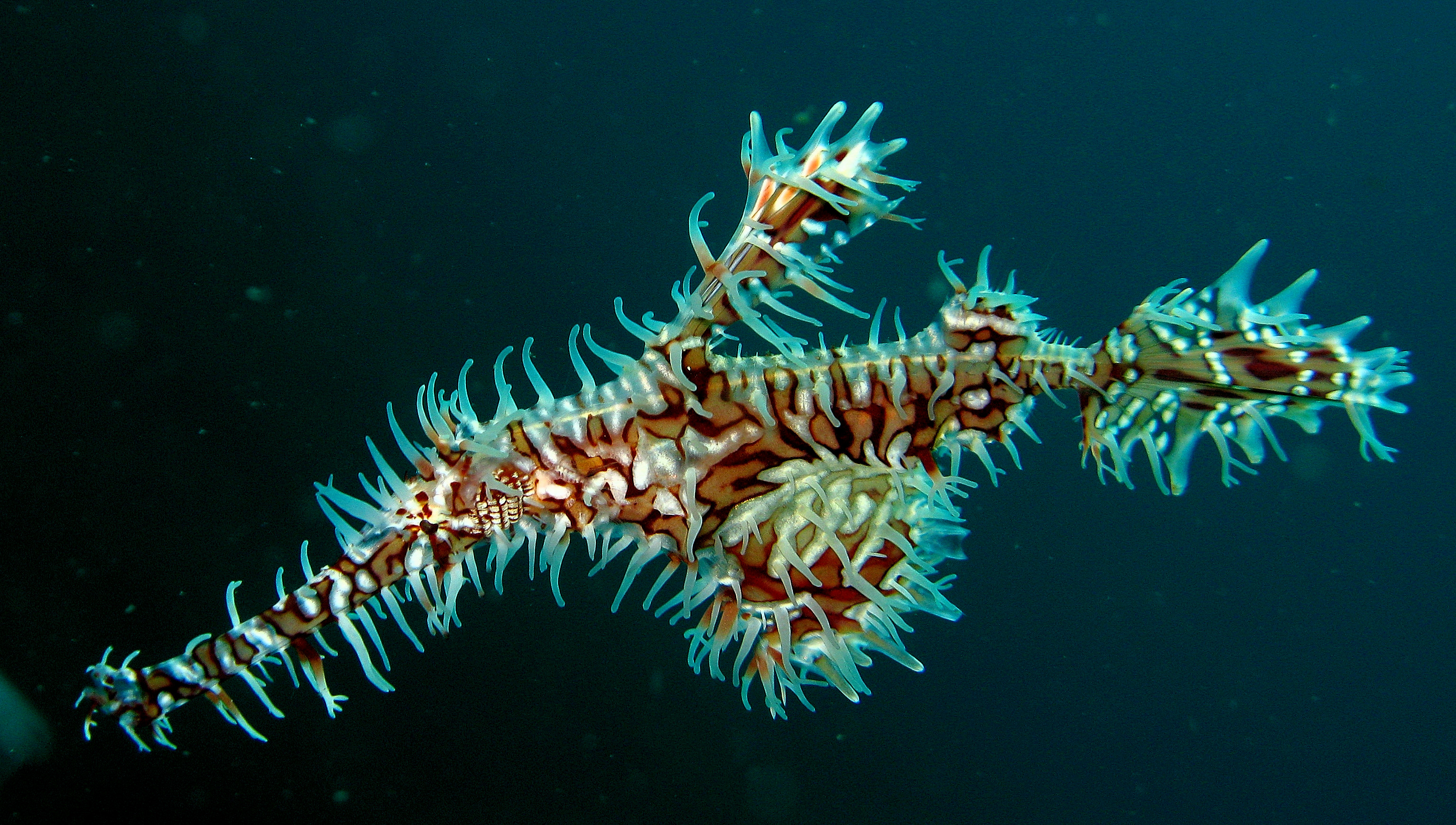
S. paradoxus en Lembeh, Indonesia
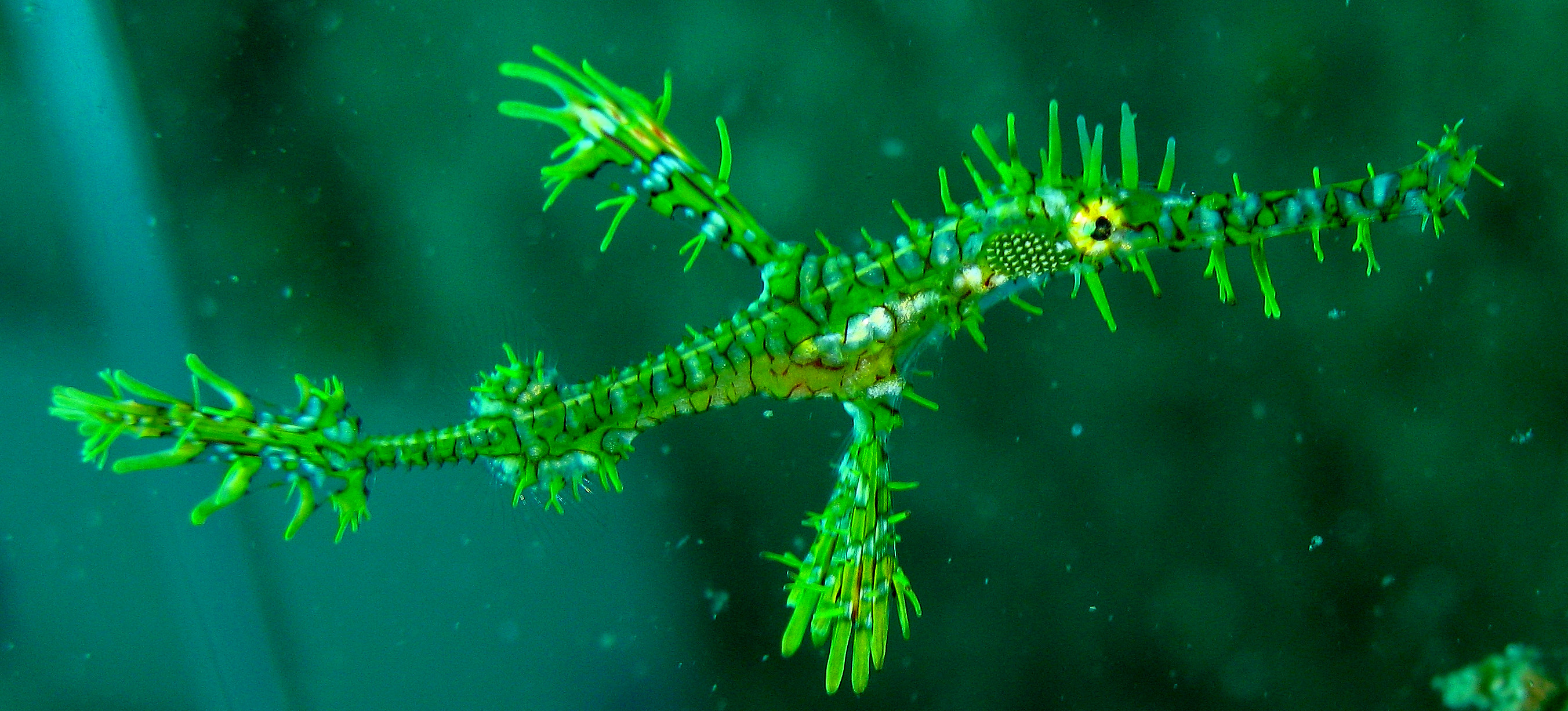
Ejemplar juvenil verdiazul
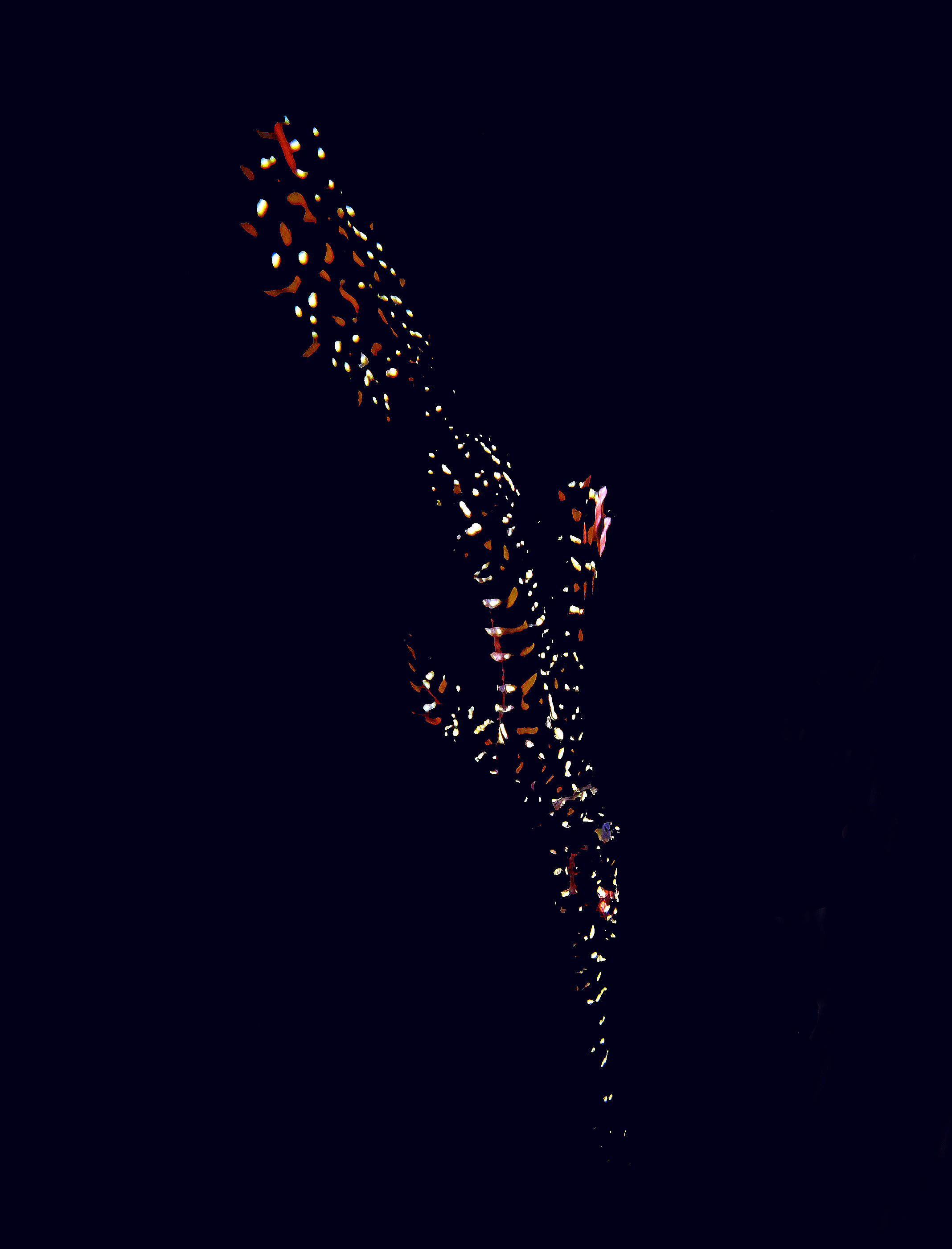
S. paradoxus negro en Sulawesi, Indonesia
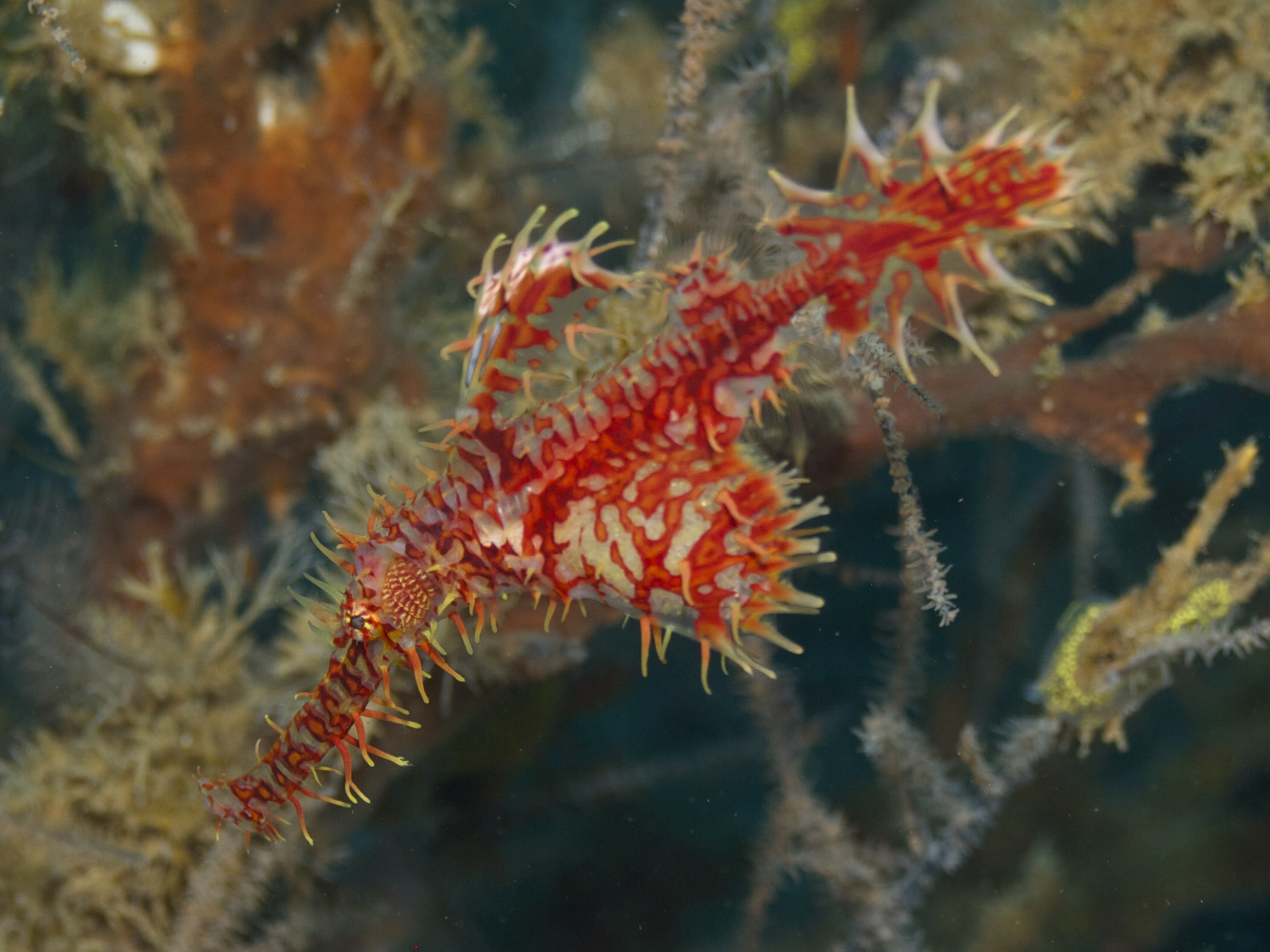
Ejemplar en Dumaguete, Filipinas
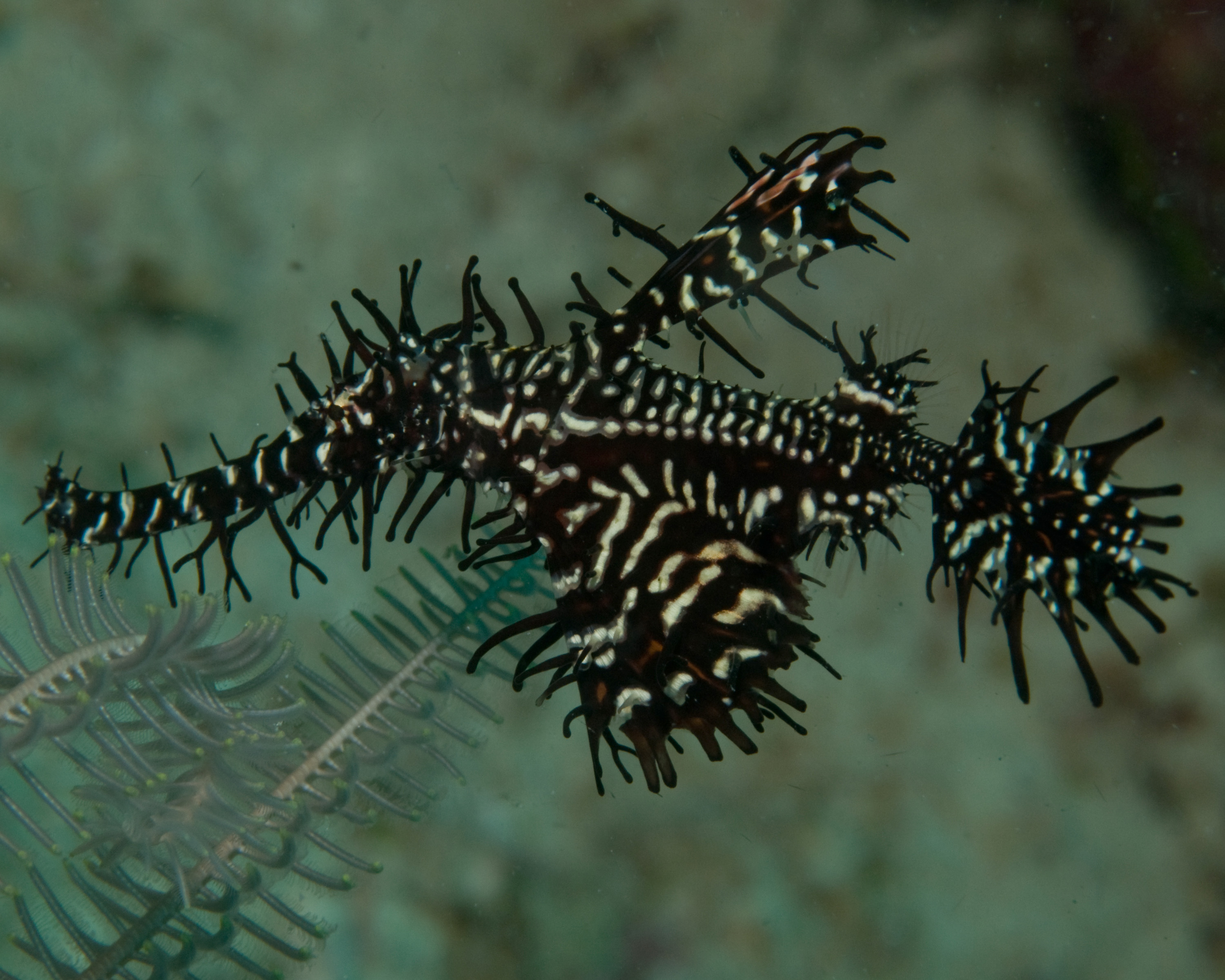
S. paradoxus en Sabah, Malasia
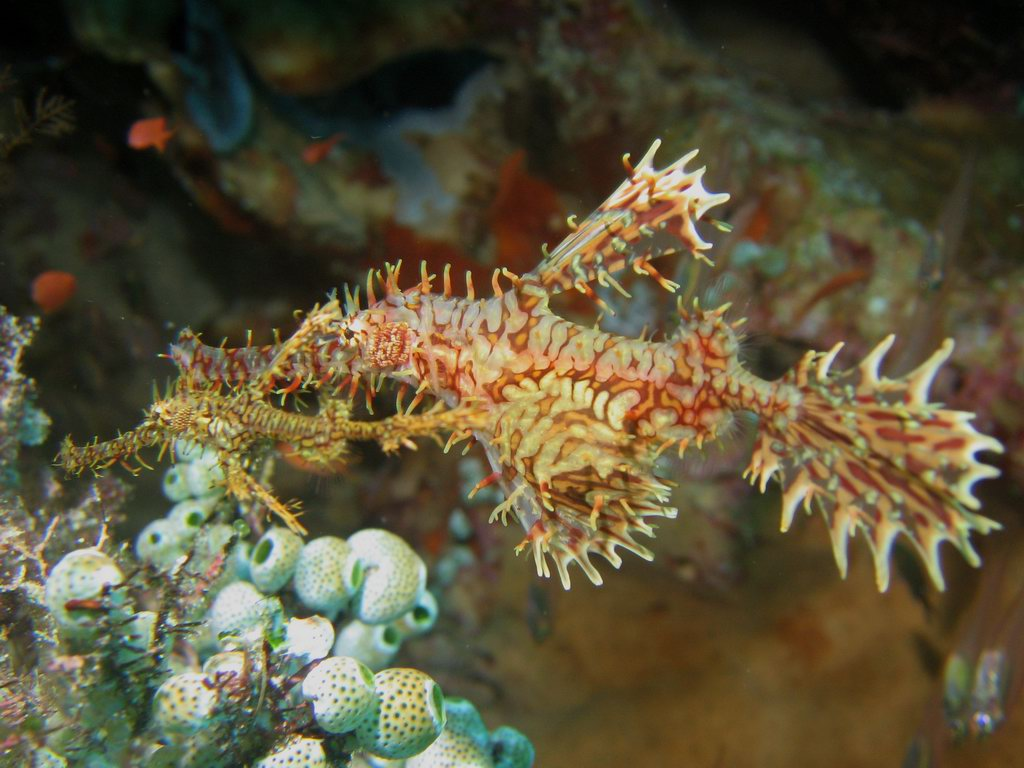
Pareja de S. paradoxus, con la hembra notablemente mayor
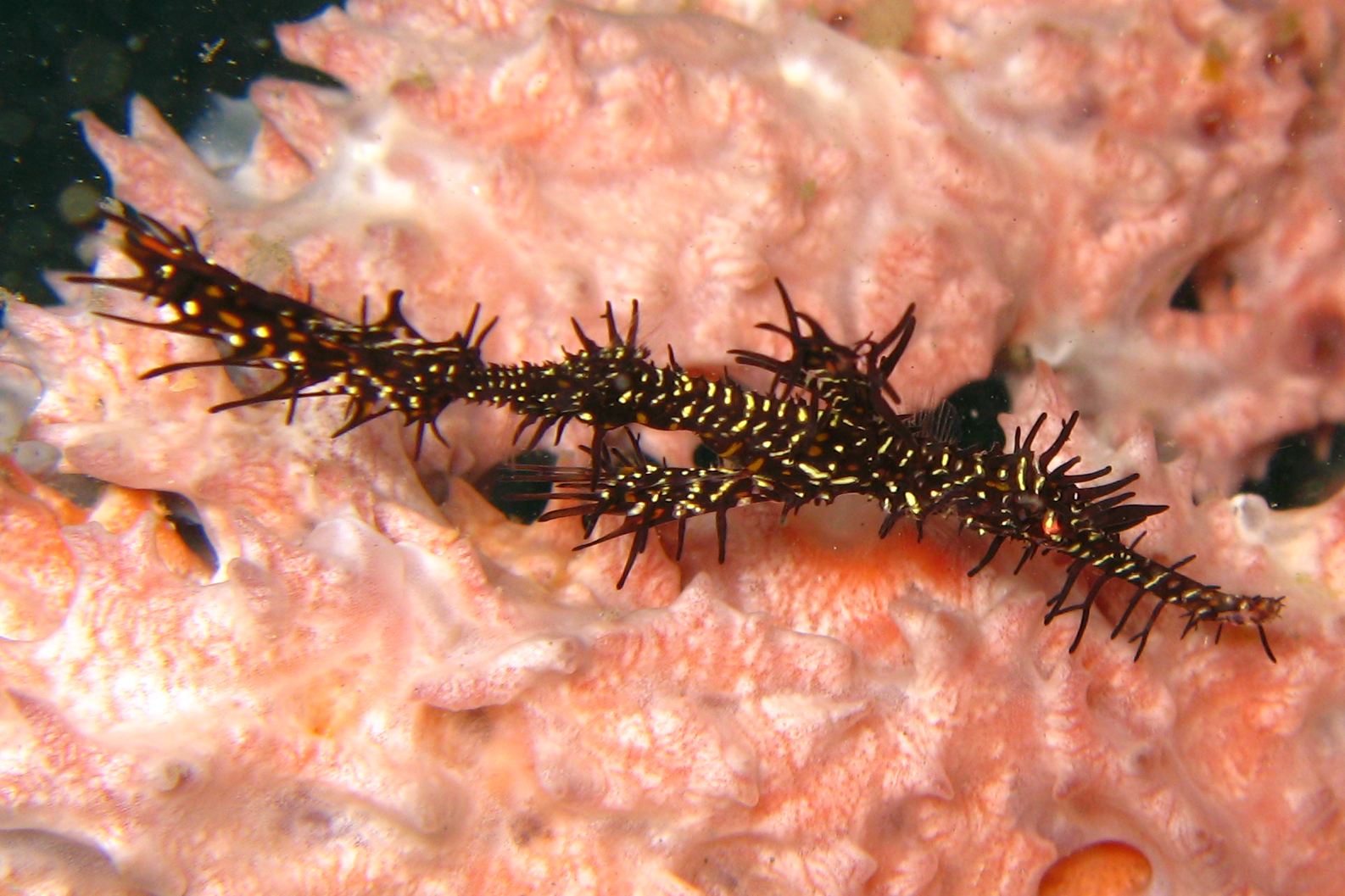
S. paradoxus en Lembeh, Indonesia
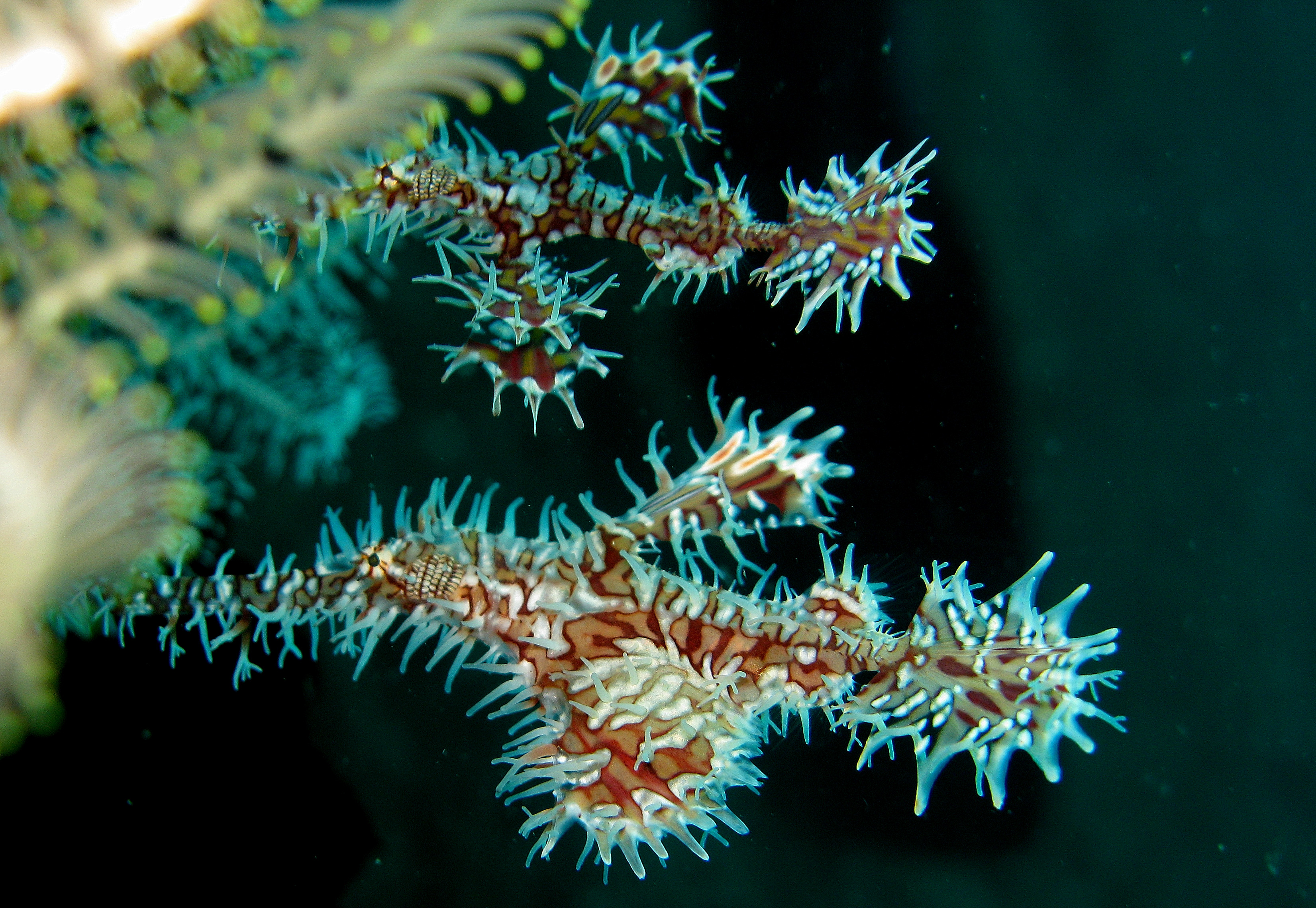
Pareja de S. paradoxus